# Luisa-Céline Gaffron

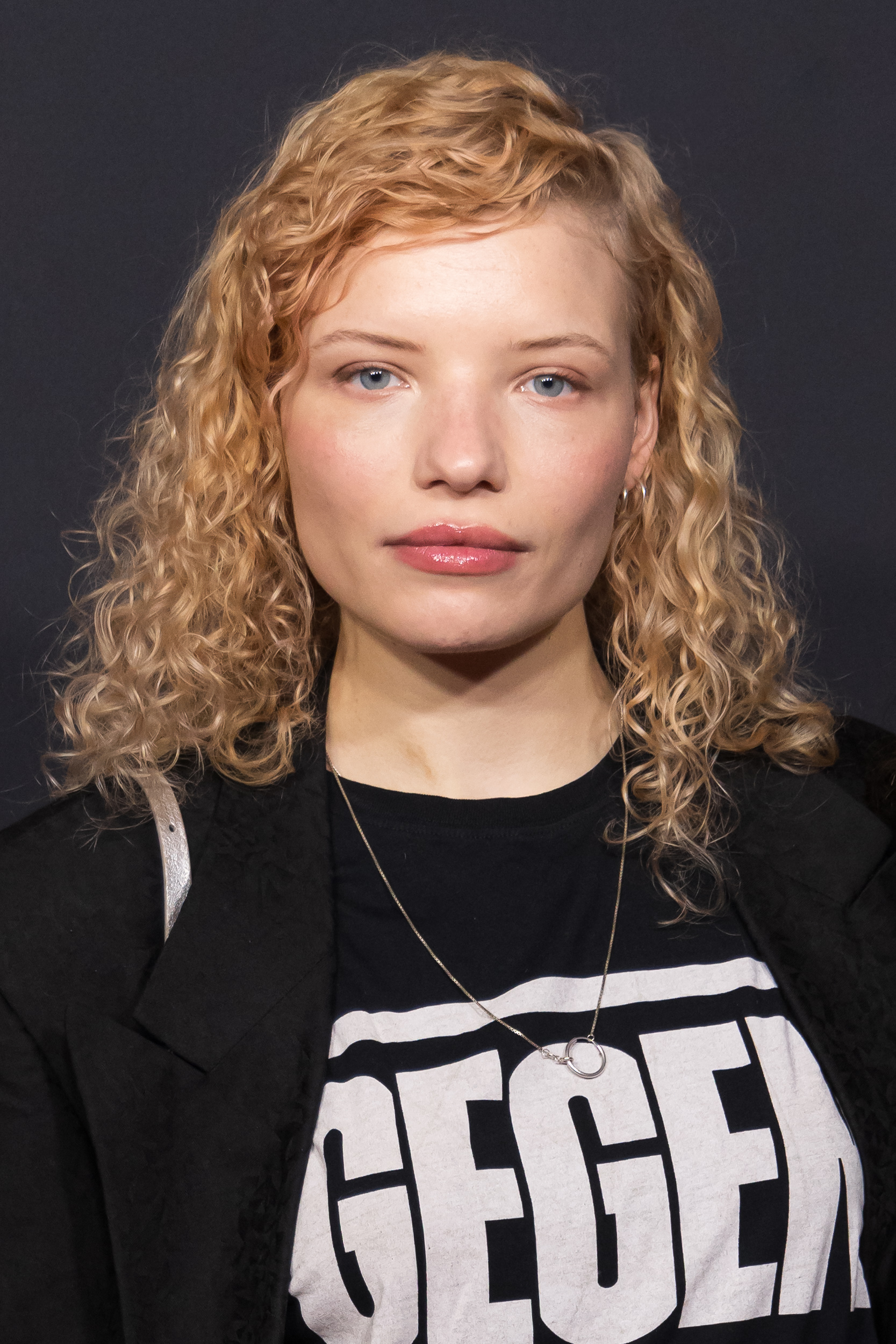
Luisa-Céline Gaffron, 2024

Luisa-Céline Gaffron (* 6. Juni 1993 in Wien) ist eine deutsche Schauspielerin.

## Leben
Luisa-Céline Gaffron wuchs in Wien auf, wo sie während der Schulzeit erste Theatererfahrungen sammelte, unter anderem 2004 in Tschechows Kaschtanka am Theaterhaus für junges Publikum Dschungel Wien und 2011 am mo.ë Wien in Pornographie von Simon Stephens. 2013 drehte sie den Kurzfilm Die Verfolgung unter der Regie von Leni Gruber für die Filmakademie Wien sowie für das Musikvideo  zu Beyond der Band Robb unter der Regie von Patrick Vollrath. 2014 zog sie nach Berlin, um an der Universität der Künste Schauspiel zu studieren. 2015 stand sie für das Video zu „Barfuß durch die Scherben“ der Band Die Nerven unter der Regie von Maximilian Wiedenhofer vor der Kamera. Die Ausbildung schloss sie 2018 ab. Während des Studiums stand sie unter anderem am Potsdamer Hans Otto Theater, am Deutschen Theater Berlin sowie in der Saison 2017/18 am Berliner Ensemble in Eine Frau – Mary Page Marlowe in der Rolle der Wendy Gilbert auf der Bühne.
2016 war sie in dem Spielfilmdebüt der Regisseurin Leonie Krippendorff Looping mit Jella Haase als Leila als deren Freundin Sara zu sehen. Im Kurzspielfilm Ianus von Victoria Schulz hatte sie als Lynn eine Hauptrolle, im Kurzspielfilm Jenny von Lea Becker, der am Filmfestival Max Ophüls Preis 2017 uraufgeführt wurde, spielte sie die Titelrolle. Für das britische Drama Six Minutes to Midnight von Andy Goddard stand sie 2018 unter anderem mit Judi Dench vor der Kamera.
2019 war sie im Schwarzwald-Tatort Für immer und dich in der Rolle der Jona zu sehen, die in der Tankstelle des Onkels arbeitet. An der Seite von Devid Striesow als ihrem Filmvater Klaus Frankenberg verkörperte sie in der Miniserie 8 Tage von Sky Deutschland die Rolle der Nora Frankenberg. Für ihre Darstellung der Nora wurde sie für den Deutschen Schauspielpreis 2019 in der Kategorie Nachwuchs nominiert. Anfang Juli 2019 feierte sie mit dem Kinofilm Stillstehen von Elisa Mishto mit Natalia Belitski und Jürgen Vogel am Filmfest München Premiere. Eine Episodenrolle hatte sie 2019 in der Folge Fluch der guten Tat der ZDF-Serie SOKO Potsdam. Unter der Regie von Stefan A. Lukacs drehte sie im selben Jahr für die vierte Folge Ostfriesengrab der ZDF-Ostfriesland-Krimireihe. Bei der Folge Conny & Maik der ARD-Kriminalfilmreihe Nord bei Nordwest stand sie als Conny vor der Kamera.
In der Tatort-Folge Monster (2020) verkörperte sie die Rolle der Evelyn Kohnai. Für ihre Darstellung in dieser Tatort-Folge sowie im Kinofilm Persischstunden wurde sie 2020 für den New Faces Award als beste Nachwuchsschauspielerin nominiert. Im Spielfilm Und morgen die ganze Welt von Julia von Heinz, der 2020 in den Wettbewerb um den Goldenen Löwen zu den 77. Internationalen Filmfestspielen von Venedig eingeladen wurde, verkörperte sie an der Seite von Mala Emde deren Freundin Batte. Bei den Salzburger Festspielen debütierte sie 2020 in Zdeněk Adamec von Peter Handke. In der Folge Tod einer Toten (2020) der ARD-Serie Polizeiruf 110 übernahm sie die Rolle der Pia Sommer an der Seite von Steffen C. Jürgens als ihrem Chef Anton Lobrecht von der Abteilung Rauschgift. In dem im Juli 2021 am Filmfest München uraufgeführten Fernsehfilm 3½ Stunden verkörperte sie die Rolle einer Lokomotivführerin.

## Politisches Engagement
Anfang Januar 2023 initiierte sie zusammen mit Jonathan Berlin eine Petition, die sich mit den Klimademonstranten in Lützerath solidarisiert. Dieser schlossen sich rund 200 prominente Erstunterzeichner an.

## Filmografie

### Filme
- 2016: Looping
- 2019: Stillstehen
- 2019: Als Hitler das rosa Kaninchen stahl
- 2020: Persischstunden
- 2020: Und morgen die ganze Welt
- 2021: Six Minutes to Midnight
- 2021: Nebenan
- 2021: 3½ Stunden (Fernsehfilm)
- 2021: Lieber Thomas
- 2021: Ivie wie Ivie
- 2021: Das Mädchen mit den goldenen Händen
- 2021: Mein Sohn
- 2021: Schachnovelle
- 2022: Ladybitch
- 2023: Wann wird es endlich wieder so, wie es nie war
- 2025: Wie man normal ist und die Merkwürdigkeiten der anderen Welt (How to Be Normal and the Oddness of the Other World)

### Serien
- 2017: Abgestempelt – Der Widerstand
- 2017: SOKO Leipzig – Vaterliebe
- 2018: Tatverdacht: Team Frankfurt ermittelt (Folge Hilferuf)
- 2019: 8 Tage (Miniserie, 8 Folgen)
- 2019: SOKO Potsdam – Fluch der guten Tat
- 2019: Tatort: Für immer und dich
- 2020: Tatort: Monster
- 2020: Ostfrieslandkrimis – Ostfriesengrab
- 2020: Aus dem Tagebuch eines Uber-Fahrers (Folge Bist du Ben?)
- 2020: Polizeiruf 110: Tod einer Toten
- 2021: Nord bei Nordwest – Conny & Maik
- 2022–2024: Der Palast (12 Folgen)
- 2022: Der Irland-Krimi: Familienbande
- 2023: Der Schatten (Miniserie, 6 Folgen)
- 2023: Die Heiland – Wir sind Anwalt (Folge Kaltblüter)
- 2024: In aller Freundschaft – Die jungen Ärzte (Folge Durchkreuzt)
- 2024: SOKO Wismar (Folgen Karoline Undercover 1 & 2)

### Kurzfilme
- 2016: Ianus
- 2017: Jenny
- 2018: Down Down Down

### Musikvideos
- 2013: Beyond
- 2015: Barfuß durch die Scherben

## Theater
- 2020: Zdeněk Adamec, Salzburger Festspiele
- 2017: Kalt ist mir nicht, Deutsches Theater Berlin
- 2017–2018: Eine Frau – Mary Page Marlowe, Berliner Ensemble

## Auszeichnungen und Nominierungen
Deutscher Schauspielpreis 2019
- Nominierung in der Kategorie Nachwuchs für 8 Tage[11]

New Faces Award 2020
- Nominierung als beste Nachwuchsschauspielerin für Tatort: Monster und Persischstunden[19]